# Кодексы биологической номенклатуры
Ко́дексы биологи́ческой номенклату́ры — своды правил, регламентирующие образование и применение научных названий организмов:
| Наименование кодекса                                            | Сокращ. | На какие группы организмов распространяет своё действие                                                        |
| --------------------------------------------------------------- | ------- | --- |
| Международный кодекс номенклатуры водорослей, грибов и растений | МКН     | растения, водоросли (включая сине-зелёные водоросли), грибы (включая псевдогрибы: оомицеты, миксомицеты и др.) |
| Международный кодекс зоологической номенклатуры                 | МКЗН    | животные и гетеротрофные протисты                                                                              |
| Международный кодекс номенклатуры прокариот                     | МКНП    | археи и бактерии, включая актиномицеты                                                                         |
| Международный кодекс номенклатуры культурных растений           | МКНКР   | сорта (культивары), группы сортов, грексы и прививочные химеры растений                                        |
| Международный кодекс классификации и номенклатуры вирусов       | МККиНВ  | вирусы, вироиды и сателлиты                                                                                    |

## Содержание кодексов
Основное содержание кодексов составляет ряд пронумерованных правил или статей. Некоторые из пунктов дополнены рекомендациями.
Изменения в кодексах принимаются на соответствующих международных конгрессах.

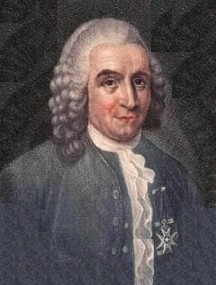
Основные принципы, на которых базируется современная биологическая систематика, были разработаны шведским натуралистом Карлом Линнеем (1707—1778). Им же были введены в практику биномиальные названия видов

Кодексы биологической номенклатуры различаются в деталях, но их главные черты являются общими. Прежде всего кодексы требуют, чтобы все научные названия были по форме латинскими, то есть написанными буквами латинского алфавита и подчинялись правилам латинской грамматики, за исключением видов вирусов, для которых действуют правила английского языка.
Также общим для всех кодексов является то, что названия таксонов в ранге рода и выше являются униномиальными, то есть состоящими из одного слова. Названия родов являются существительными в единственном числе, названия таксонов в ранге выше рода — существительными во множественном числе.
Чтобы ранг таксона был понятен из его названия, кодексы во многих случаях ставят условия, по которым название таксона в определённом ранге должно иметь определённое окончание. Например, все таксоны в ботанике в ранге порядка должны иметь окончание -ales.
Названия видов являются биномиальными (за исключением видов вирусов), то есть состоят из двух слов — названия рода, к которому принадлежит этот вид, и видового названия. Второе слово может быть прилагательным (в этом случае его грамматический род должен быть согласован с родовым названием) или существительным в родительном падеже.